# Спартак
Спарта́к (дав.-гр. Σπάρτακος, трансліт. Spártakos; лат. Spartacus; бл. 109 — 71 р. до н. е.) — гладіатор, вождь і лідер рабів під час Третьої Рабської війни, великого повстання рабів проти Римської республіки. Мало що відомо про Спартака поза подіями війни, історичні відомості, що збереглися, іноді суперечливі за своєю структурою і не завжди можуть бути надійними. Спартак був досвідченим воєначальником: його армія складалася лише з утікачів-гладіаторів та рабів і розбила в ряді битв кілька досвідчених римських легіонів.
Повстання Спартака часто розглядається як боротьба пригнобленого народу за свою свободу проти рабовласницької знаті, що знайшло новий сенс для сучасних письменників, починаючи з XIX-го століття. Вона служила натхненням для багатьох сучасних літературних і політичних письменників, зробивши Спартака героєм як давньої, так і сучасної культури.

## Походження
Давні джерела одностайні в тому, що Спартак був фракійцем. Плутарх описує його як «кочовика фракійського складу». Аппіан каже, що він був «фракійцем за походженням, який колись служив солдатом з римлянами, але з тих пір потрапив у полон і був проданий у гладіатори». Флор (2.8.8) описує його як одного з «фракійських найманців, який став римським солдатом, від солдата — дезертиром і розбійником, а потім, з урахуванням його міцності, гладіатором». Деякі автори відносять Спартака до фракійського племені маеді, яке в історичні часи займало площу на південно-західній околиці Фракії (нині південно-західна Болгарія). Плутарх пише, що дружина Спартака, віщунка племені маеді, була поневолена з ним.
Ім'я Спартак зустрічається в Чорноморському регіоні і з інших обставин: царі фракійских династій Боспорської держави і Понта, як вважається, заснували його, і також відомі фракійські варіанти: «Спарта», «Спардакус» або «Спарадокос», батько Севфа I з Одриського царства.

## Повстання
74 року до н. е. — 73 року до н. е. він разом із сімдесятьма гладіаторами утік зі школи гладіаторів, володарем якої був Лентул Батіат (місто Капуа), і розташувався табором на горі Везувій.
Упродовж наступних двох років з військом, що розрослося до 100 тисяч воїнів (за іншими даними — до 20 тисяч воїнів), Спартак пройшов всю Італію від Альп до Мессінської протоки. 72 року до н. е. у запеклих битвах він по черзі розбив кожного з трьох тодішніх консулів. Зрештою Спартака загнали в глухий кут у Петелії, Луканія, перед тим відокремивши від галльських та германських союзників, і претор Марк Ліциній Красс розбив його військо. За легендою, Спартак загинув з мечем у руці, спершу вбивши свого коня, щоб унеможливити втечу з поля бою.

## Спартак у мистецтві та культурі

### Політика
- Образ Спартака надихав революціонерів, наприклад Союз Спартака в Німеччині (існував у 1918).
- У країнах Варшавського договору проводилися спартакіади — подібні до Олімпійських ігор спортивні змагання.
- Засновник теорії комунізму Карл Маркс вважав Спартака героєм, Че Гевара був великим шанувальником Спартака.
- Із Спартаком порівнювали аболіціоніста часів перед Громадянською війною в США Джона Брауна, за властивий їм обом радикальний (стосовно їх часу, звичайно) погляд на рабство й прагнення слідувати своїм власним шляхом, не звертаючи увагу на можливі наслідки. Обидва загинули через свої переконання.

### Мистецтво

#### Кіно
- «Спартак» (1926) — фільм ВУКФУ "Одеська кіностудія".
- «Спартак» — італійсько-французький фільм-драма 1953 року, поставлений режисером Ріккардо Фредою з Массімо Джиротті в головній ролі.
- «Спартак» — фільм США 1960 року, режисер Стенлі Кубрик.
- «Спартак» — фільм-балет СРСР 1977 року, екранізація балету Хачатуряна.
- «Спартак» — фільм США 2004 року.
- «Спартак: Кров та пісок» — серіал, США / Нова Зеландія, 2010 рік, режисер Майкл Херст, Рік Джейкобсон, Джессі Уарн.
- «Спартак: Боги Арени» — серіал, США / Нова Зеландія, 2011 рік, режисери Майкл Херст, Рік Джейкобсон, Джессі Уарн.
- «Спартак: Помста» — серіал, США / Нова Зеландія, 2012 рік, режисери Майкл Херст, Рік Джейкобсон, Джессі Уарн.
- «Спартак: Війна проклятих» — серіал, США / Нова Зеландія, 2013 рік, режисери Майкл Херст, Рік Джейкобсон, Джессі Уарн.

#### Театр
- Балет А. Хачатуряна «Спартак» (1954)
- Мюзикл Джефа Вейна «Спартак» (1992).